# 188
سنة 188 م (بالأرقام الرومانية: CLXXXVIII) كانت سنة كبيسة تبدأ يوم الإثنين (الرابط يظهر نموذج الجدول الزمني الكامل للسنة) من التقويم اليولياني. بدأت تسمية السنة ب188 منذ العصور الوسطى المبكرة، عندما أصبح تقويم أنو دوميني هو الأسلوب السائد في أوروبا لتسمية السنوات.

## مواليد
- كاراكلا

## وفيات
- يوليانوس الأول (بابا الإسكندرية)